# Північно-Західне Делі
Північно-Західне Делі (англ. North West Delhi) — округ на північному заході Делі (Національної столичної території Делі).
Округ переважно житловий, також тут знаходиться велике число торгових та ділових центрів, офіси багатьох компаній, зони розваг.